# 拉特兰 (北达科他州)
拉特兰（英語：Rutland）是美国北达科他州下属的一座城市。根据2010年美国人口普查，该市有人口163人。